# Arara (papoušek)
Arara (Rhynchopsitta) je rod papoušků z čeledi papouškovití (Psittacidae). Výskyt je omezen na několik malých oblastí v severním Mexiku. Oba recentní druhy mají podobný celkový vzhled, přičemž hlavní rozdíly spočívají v jejich relativní velikosti a jasnosti zbarvení. Oba druhy jsou převážně zelené, s červeně nebo hnědě zbarvenými znaky na čele, širokém superciliárním pruhu a peřím na ohybu křídla, karpální hraně a stehnu. Oční kroužky jsou žluté, nohy a zobák tmavě šedé až černé. Mladí ptáci mají bledý zobák šedivějící směrem k bázi, bělavé oční kroužky a červené obočí, ale postrádají tmavě červené pruhy přes oční kroužky. Arara hnědočelý (Rhynchopsitta terrisi) je obecně tmavě zelený s rudohnědými značkami na hlavě s délkou mezi 40 a 45 cm, zatímco arara zelený (Rhynchopsitta pachyrhyncha) je asi 38 cm dlouhý a jasnější barvy.

## Poddruhy
Do rodu jsou řazeny 2 recentní a jeden vyhynulý druh:
- arara zelený (Rhynchopsitta pachyrhyncha) (Swainson, 1827)
- arara hnědočelý (Rhynchopsitta terrisi) Moore, 1947
- † Rhynchopsitta phillipsi Rea, 1997

Rhynchopsitta phillipsi je velký papoušek žijící v pozdím pleistocénu známý z fosilních nálezů v Mexiku.